# Doshin the Giant
Doshin the Giant, conhecido no Japão como Kyojin no Doshin (巨人のドシン) é um simulador de deus para 64DD e GameCube. Foi originalmente lançado no Japão em 11 de dezembro de 1999, como um disco para o periférico de Nintendo 64. Uma trilha sonora de Tatsuhiko Asano foi lançada em CD pela Media Factory, no início do próximo ano. Ambos receberam críticas positivas. Uma expansão foi lançada cinco meses depois, chamada de Kyojin no Doshin Kaihō Sensen Chibikko Chikko Daishūgou. Doshin the Giant foi atualizado graficamente para o GameCube no Japão em 14 de março de 2002 e na Europa em 20 de setembro de 2002. O relançamento recebeu principalmente críticas positivas.

## Recepção
Doshin the Giant foi exibido publicamente pela primeira vez na Nintendo Space World '99 entre os dias 27 e 29 de agosto de 1999. O desenvolvedor Kazutoshi Iida disse que havia uma "linha contínua de pessoas na fila para usar as oito unidades de teste jogáveis e a 'experiência de tela grande'". Ele disse que a imprensa estrangeira recebeu o jogo "com muito entusiasmo".

Foi fantástico ver as expressões cativadas das crianças pequenas, algumas das quais vieram em cada um dos três dias, especialmente para tocar "Doshin"! Durante o projeto, não tínhamos pensado muito no mercado-alvo, mas ficamos muito satisfeitos com a atração óbvia por crianças. Essa atração não é realmente surpreendente, já que as crianças, mais do que ninguém, têm um desejo ardente de crescer em tamanho. Lembrando de minha própria infância, lembro-me de estar muito apaixonado por algo gigantesco, de modo que a reação deles poderia realmente ter sido antecipada.
Kazutoshi Iida, descrevendo a Space World '99.

Doshin the Giant foi um hit no Japão, chegando ao primeiro lugar e se tornando o nono jogo mais vendido de 2002. No Reino Unido,alcançou o nono lugar e é o 65º jogo mais vendido de 2002 (e 22º jogo mais vendido do GameCube) e chegou ao topo das tabelas de GameCube. Doshin passou a aparecer como um troféu em Super Smash Bros. Melee, segurando um aldeão nas mãos; Jashin aparece como um troféu secreto na loteria como Hate Giant.

## Kyojin no Doshin: Kaihō Sensen Chibikko Chikko Daishūgō
Kyojin no Doshin Kaihō Sensen Chibikko Chikko Daishūgō (巨人のドシン解放戦線チビッコチッコ大集合, Doshin the Giant: Tinkling Toddler Liberation Front! Assemble!) é uma expansão e continuação do jogo original, lançada em 30 de junho de 2000. Requer o disco Doshin the Giant para operar. Peer Schneider da IGN classificou o jogo em 2,5/10, citando os gráficos, controles e jogabilidade. Ele disse que "parece que foi programado em duas semanas. Os controles são ruins" e "este disco adicional é um reprodutor de filmes glorificado". A única coisa que ele achou atraente no jogo foi sua apresentação, dizendo que "a equipe Param definitivamente tem senso de humor. Ambos os jogos de 'Doshin' farão você rir porque são muito absurdos".